# نباتيو البيض

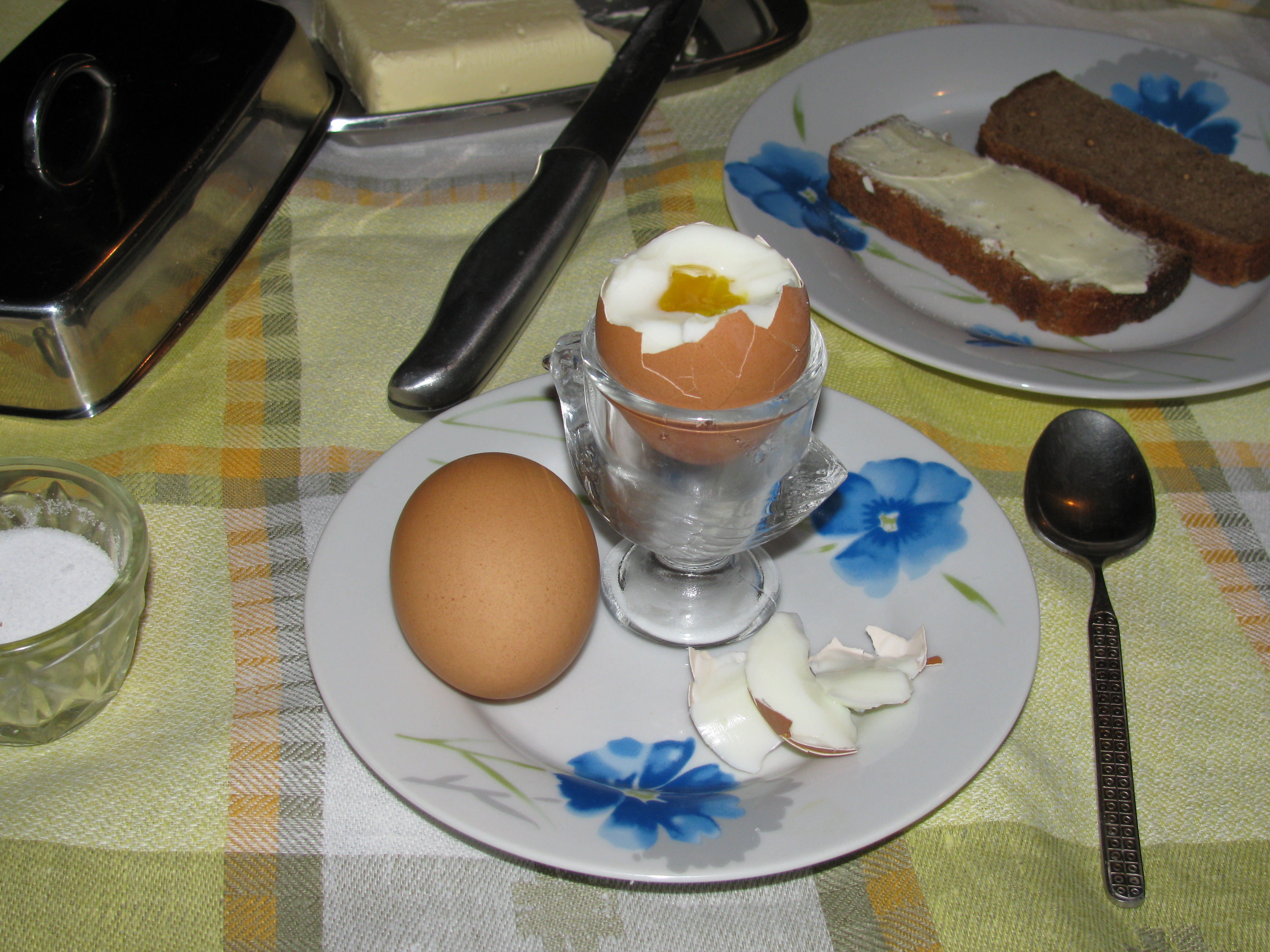
وجبة نباتية تحتوي على البيض

نباتيو البيض (بالإنجليزية: Ovo vegetarianism)‏ هم أشخاص يتبعون النباتية ولكن يأكلون البيض. وجبتهم الغذائية تكون خالية من اللحوم والأسماك والدجاج ومنتجات الألبان.